# Hominem experiri multa paupertas iubet
Il senso della frase latina Hominem experiri multa paupertas iubet è "La povertà spinge l'uomo a tentare molte cose", parallelo, in qualche modo, al classico proverbio italiano "La necessità aguzza l'ingegno" e alla pregevole frase consegnataci da Primo Levi nel suo La chiave a stella "Quando c'è la fame uno si fa furbo".
La locuzione latina ci è stata lasciata da uno dei più famosi autori di mimo, Publilio Siro, I secolo a.C., nelle sue Sententiae (raccolta di circa 700 massime e sentenze morali), tratte appunto dai suoi mimi.